# Fellsilent
Fellsilent (aussi écrit FellSilent, Fell Silent ou FELLSILENT) est un groupe britannique de post-hardcore, originaire de Milton Keynes, Angleterre, actif entre 2003 et 2010.

## Histoire
En 2003, Neema Askari, John Browne, Alec Kahney, Max Robinson et Christopher Mansbridge forment le groupe Fellsilent. Deux ans plus tard, le groupe signe son premier contrat d'enregistrement avec le label Basick Records, également fondé en 2005, et représente ainsi le premier groupe sous l'égide du label. S'ensuit l'enregistrement du premier EP The Double A, qui est publié en décembre de la même année. Comme les chansons de l'EP contenaient en partie des séquences vocales superposées qui n'étaient pas réalisables en live, le groupe s'est mis à la recherche d'un deuxième chanteur et trouve finalement en Joe Garrett. De plus, Joe Garrett jouait de la guitare et pouvait donc aider en tant que troisième guitariste lors des concerts.
En août 2008, le groupe sort son premier album, The Hidden Words, qui est suivi d'une tournée commune avec Enter Shikari. Après avoir envoyé un exemplaire de leur premier album à Ash Avildsen, fondateur du label Sumerian Records, et avoir réussi à le convaincre de le sortir en Amérique du Nord, l'album est annoncé pour le début du mois de mars de l'année suivante. Pour donner un petit avant-goût de la sortie à venir, le groupe devait se produire dans le cadre de la tournée Crush Em' All aux côtés de After the Burial, Veil of Maya et ABACABB. Cependant, pour des raisons financières, le groupe annule à la dernière minute la tournée américaine prévue. The Hidden Words sort néanmoins comme prévu le 3 mars aux États-Unis et au Canada.
Peu après la sortie de l'album en Amérique du Nord, le groupe annonce le départ du guitariste Alec Kahney, qui souhaitait désormais se consacrer pleinement à son projet TesseracT, qui gagnait en popularité. Le groupe tente de recruter un nouveau guitariste via le réseau social Myspace, mais les recherches n'ont pas abouti. Cependant, le groupe continue à travailler sur son deuxième album studio. Un an plus tard, en avril 2010, le groupe annonce sa séparation définitive sur Myspace. Alors qu'Alec continuait à jouer dans TesseracT, Neema Askari et John Browne travaillaient intensivement sur leur groupe Monuments, qu'ils avaient formé un an plus tôt. Le chanteur Joe Garrett et Christopher Mansbridge montent le groupe de rock alternatif Sonick Movement.

## Membres
- Neema Askari – chant (ex-Monuments) (2003–2010)
- John Browne – guitare (Monuments, Flux Conduct) (2004–2010)
- Acle Kahney – guitare (TesseracT) (2003–2009)
- Max Robinson – basse (2003–2010)
- Christopher « Noddy » Mansbridge – batterie (Heart of a Coward) (2003–2010)
- Joe Garrett – chant (2006–2010)

## Discographie

### Albums studio
- 2008 : The Hidden Words (Basick Records, réédité en 2009 par Sumerian Records pour l'Amérique du Nord)

### EP
- 2005 : The Double A (Basick Records)